# 파리, 13구
《파리, 13구》(프랑스어: Les Olympiades)는 2021년 개봉한 프랑스의 드라마 영화이다. 자크 오디아르가 감독과 공동 각본을 맡았다.
2021년 제74회 칸 영화제 황금종려상 경쟁 후보작이다.

## 줄거리
통신회사 콜 센터 직원 에밀리는 말기 환자인 할머니의 레올랭피아드 아파트에 살고 있다. 에밀리는 집세 내기가 빠듯해지자 동거인 구인 광고를 내고, 박사 학위를 시작한 교사 카미유가 들어온다. 카미유와 관계를 갖게 된 에밀리는 연애는 논외로 하자는 것에 동의하지만 감정이 생기고 만다.
둘이 육체 관계를 그만둔 후 카미유는 연애 감정이 있는 동료를 집에 데려온다. 에밀리는 파티에서 엑스터시를 먹고 한 여성과 잠자리를 가진 뒤 집에 돌아와 공황 발작을 겪으며 카미유의 성관계 소리를 듣는다. 최근 직장까지 잃은 에밀리는 파트너를 집에 들인 카미유에게 질투와 불만을 쏟아낸다.
카미유와 같은 대학에 다니는 노라는 33살이지만 법대 2학년으로, 성인이 된 후로 피가 섞이지 않은 친척의 부동산 회사에서 일해 온 한편 그와 10년 동안 성관계를 맺었다. 노라는 어린 재학생들과 잘 어울리지 못한다. 금발 가발을 산 노라는 이걸 쓰고 대학 파티에 갔다가 비슷한 가발을 쓰는 유명 웹캠 모델 암뵈르 수이트 본인이라는 오해를 사 괴롭힘을 당한다.
노라는 대학을 중퇴하고 작은 부동산 회사에 들어간다. 이 회사는 전 동료와 헤어진 카미유가 친척에게서 물려받아 관리 중이다. 노라는 카미유와 거리를 두려고 하지만 결국 관계를 갖게 된다. 노라는 채팅 시간을 구매해 암뵈르로 오인받았던 일을 암뵈르 본인과 공유하고 친구가 된다.
카미유는 식당 종업원이 된 에밀리와 껄끄러운 우정 관계를 재구축한다. 노라와 카미유의 사이는 점점 나빠지고, 카미유는 노라와의 관계에 관해 에밀리에게 조언을 구하지만 카미유를 아직 사랑하는 에밀리는 대답을 회피한다. 노라와 카미유는 노라가 주도하는 성관계를 가진 뒤 헤어진다. 같은 밤 에밀리의 할머니가 돌아가신다. 에밀리는 카미유에게 장례식에 참석하고 앞으로 자신과의 관계에만 충실하든지 아니면 아예 관계를 끊자고 말한다. 노라는 암뵈르와 처음 직접 만나자마자 쓰러진 뒤 키스해 달라고 한다.
에밀리가 레올랭피아드에서 혼자 장례식에 갈 채비를 하던 중 이곳을 찾아온 카미유에게서 인터폰이 걸려온다. 카미유가 사랑한다고 말하자 에밀리는 인터폰을 끊고 카미유를 만나기 위해 밖으로 나간다. 

## 출연진
- 뤼시 장 - 에밀리 우옹(웡) 역
- 마키타 삼바 - 카미유 제르맹 역
- 노에미 메를랑 - 노라 리지에 역
- 제니 베트 - 암뵈르 수이트(앰버 스위트) 역